# Criodion subpubescens
Criodion subpubescens là một loài bọ cánh cứng trong họ Cerambycidae.